# David Prescott Talley
David Prescott Talley (Columbus, 11 settembre 1950) è un vescovo cattolico statunitense, dal 5 marzo 2019 vescovo di Memphis.

## Biografia
Monsignor David Prescott Talley è nato a Columbus, in Georgia, l'11 settembre 1950. È cresciuto nella fede battista meridionale prima di convertirsi al cattolicesimo romano, nel 1974.

### Formazione e ministero sacerdotale
Dopo aver frequentato la Hardaway High School, ha conseguito il Bachelor of Arts in filosofia all'Università di Auburn e il Master of Social Work all'Università della Georgia ad Athens. Ha lavorato per diversi anni come assistente sociale a favore dei bambini maltrattati e trascurati nella contea di Fulton, in Georgia.
Ha svolto gli studi per il sacerdozio nella scuola di teologia dell'arciabbazia di Saint Meinrad dal 1985 al 1989.
Il 3 giugno 1989 è stato ordinato presbitero per l'arcidiocesi di Atlanta da monsignor Eugene Antonio Marino. In seguito è stato vicario parrocchiale della parrocchia di San Giuda Apostolo a Sandy Springs dal 1989 al 1993. È stato quindi inviato a Roma per studi. Ha conseguito nel 1995 la licenza e nel 1997 il dottorato in diritto canonico presso la Pontificia Università Gregoriana. Tornato in patria è stato direttore delle vocazioni sacerdotali dal 1998 al 2001, cancelliere vescovile dal 1999 al 2001, amministratore parrocchiale della parrocchia di San Matteo a Tyrone nel 2001, vicario giudiziale dal 2001 al 2003, amministratore parrocchiale della parrocchia di San Tommaso d'Aquino ad Alpharetta dal 2003 al 2006, vicario parrocchiale della parrocchia di Sant'Anna a Columbus dal 2006 al 2007, parroco di San Giovanni Neumann a Lilburn dal 2007 al 2011, membro dell'ufficio arcidiocesano per il ministero ispanico dal 2008 al 2011 e parroco di Santa Brigida a Johns Creek dal 2011 al 2013. Ha continuato gli studi in direzione spirituale e spiritualità allo Spring Hill College di Mobile. Nel 2000 è stato nominato prelato d'onore di Sua Santità.

### Ministero episcopale
Il 3 gennaio 2013 papa Benedetto XVI lo ha nominato vescovo ausiliare di Atlanta e titolare di Lambesi. Ha ricevuto l'ordinazione episcopale il 2 aprile successivo nella cattedrale di Cristo Re ad Atlanta dall'arcivescovo metropolita di Atlanta Wilton Daniel Gregory, co-consacranti il vescovo ausiliare della stessa arcidiocesi Luis Rafael Zarama Pasqualetto e il vescovo di Savannah Gregory John Hartmayer. È stato il primo vescovo a operare nell'arcidiocesi di Atlanta ad essere nativo della Georgia. Come ausiliare è stato vicario generale e vicario per il clero.
Il 21 settembre 2016 papa Francesco lo ha nominato vescovo coadiutore di Alexandria. Ha preso possesso della diocesi il 7 novembre successivo. Il 2 febbraio 2017 è succeduto alla medesima sede.
Il 5 marzo 2019 papa Francesco lo ha nominato vescovo di Memphis. Ha preso possesso della diocesi il 2 aprile successivo.
In seno alla Conferenza dei vescovi cattolici degli Stati Uniti è membro del comitato per gli affari ecumenici e inter-religiosi, del segretariato per la protezione dei bambini e dei giovani, del comitato per la giustizia interna e lo sviluppo umano e del comitato per la pianificazione dell'assemblea speciale. È anche presidente del sottocomitato per la campagna cattolica per lo sviluppo umano.
Oltre all'inglese, parla lo spagnolo.

## Genealogia episcopale
La genealogia episcopale è:
- Cardinale Scipione Rebiba
- Cardinale Giulio Antonio Santori
- Cardinale Girolamo Bernerio, O.P.
- Arcivescovo Galeazzo Sanvitale
- Cardinale Ludovico Ludovisi
- Cardinale Luigi Caetani
- Cardinale Ulderico Carpegna
- Cardinale Paluzzo Paluzzi Altieri degli Albertoni
- Papa Benedetto XIII
- Papa Benedetto XIV
- Papa Clemente XIII
- Cardinale Marcantonio Colonna
- Cardinale Giacinto Sigismondo Gerdil, B.
- Cardinale Giulio Maria della Somaglia
- Cardinale Carlo Odescalchi, S.I.
- Cardinale Costantino Patrizi Naro
- Cardinale Lucido Maria Parocchi
- Papa Pio X
- Cardinale Gaetano De Lai
- Cardinale Raffaele Carlo Rossi, O.C.D.
- Cardinale Amleto Giovanni Cicognani
- Arcivescovo Paul John Hallinan
- Cardinale Joseph Louis Bernardin
- Cardinale Wilton Daniel Gregory
- Vescovo David Prescott Talley